# Grand Prix de Denain 2017
Il Grand Prix de Denain 2017, cinquantanovesima edizione della corsa e valevole come evento dell'UCI Europe Tour 2017 categoria 1.HC, si svolse il 13 aprile 2017 su un percorso di 196,4 km, con partenza e arrivo a Denain, in Francia. La vittoria fu appannaggio del francese Arnaud Démare che terminò la gara in 4h30'01", alla media di 43,642 km/h, precedendo il connazionale Nacer Bouhanni e il colombiano Juan Sebastián Molano.
Sul traguardo di Denain 123 ciclisti, su 140 partenti, portarono a termine la competizione.

## Squadre e corridori partecipanti
| N.    | Cod. | Squadra                      |
| ----- | ---- | ---------------------------- |
| 1-8   | FVC  | Fortuneo-Vital Concept       |
| 11-18 | FDJ  | FDJ                          |
| 21-28 | ALM  | AG2R La Mondiale             |
| 31-38 | DEN  | Direct Énergie               |
| 41-48 | COF  | Cofidis                      |
| 51-58 | WGG  | Wanty-Groupe Gobert          |
| 61-68 | DMP  | Delko-Marseille Provence-KTM |
| 71-78 | WVA  | WB Veranclassic Aqua Protect |
| 81-88 | SVB  | Sport Vlaanderen-Baloise     |

| N.      | Cod. | Squadra                     |
| ------- | ---- | --------------------------- |
| 91-98   | GAZ  | Gazprom-RusVelo             |
| 101-108 | BRD  | Bardiani-CSF                |
| 111-118 | RNL  | Roompot-Nederlandse Loterij |
| 121-128 | VWC  | Vérandas Willems-Crelan     |
| 131-138 | MZN  | Manzana Postobón Team       |
| 141-148 | ICA  | Isreal Cycling Academy      |
| 151-158 | AUB  | HP BTP-Auber 93             |
| 161-166 | RLM  | Roubaix-Lille Métropole     |
| 171-178 | ADT  | Armée de Terre              |

## Ordine d'arrivo (Top 10)
| Pos. | Corridore           | Squadra    | Tempo    |
| ---- | ------------------- | ---------- | -------- |
| 1    | Arnaud Démare       | FDJ        | 4h30'01" |
| 2    | Nacer Bouhanni      | Cofidis    | s.t.     |
| 3    | J. Sebastián Molano | Manzana    | s.t.     |
| 4    | Boris Vallée        | Fortuneo   | s.t.     |
| 5    | Roy Jans            | WB Veran.  | s.t.     |
| 6    | Jérémy Lecroq       | Roubaix    | s.t.     |
| 7    | Coen Vermeltfoort   | Roompot    | s.t.     |
| 8    | Damien Touzé        | Auber 93   | s.t.     |
| 9    | Bert Van Lerberghe  | Sport Vl.  | s.t.     |
| 10   | Benjamin Giraud     | Delko-Mar. | s.t.     |